# Ахвахци
Ахвахци или Ахвахи (рус. Ахва́хцы) један је од мањинских нахско-дагестанских народа који живи на подручју Кавказа, у Русији и Азербејџану. Народ има око 6.500 припадника од чега око 4.000 у Русији и 2.000 у Азербејџану. 

## Име и језик
Сами себе они називају Ашвадо, а познати су и као Sadyk'ilidu и Giakh'valal.
Ахвахци су сродни Андијцима и један су од домородачких народа западног Дагестана. Њихов језик има два дијалекта, сјеверни и јужни, немају писани језик, па се служе аварским. Разлика између јужног и сјеверног дијалекта је прилично значајна, па су из тог разлога корисници два дијалекта преферирали да комуникацију успостављају на аварском језику. Вокабулар је прилично добро очуван, иако је  примјетно присуство бројних туђица и то: арапских, аварских и руских. Пошто ахвахски језик није много проучен, прве публикације потичу из 1940. година.

## Станиште
Ахвахци живе у сјеверозападном дијелу Дагестана, у планинама између ријека Андијски-Којсу и Аварски-Којсу. Између територија других дагестанских народа њихово станиште представља две мале енклаве које би се можда могле конвенционално назвати сјеверним и јужним територијама. Прва се налази у Ахвахском округу и састоји се од пет села: Тад-Магитл, Кванкеро, Лологонитљ, Кудијаб Росо и Изано. Јужна територија се налази у Шамиљском округу (до 1994. Совјетски округ) и обухвата три села: Ратлуб, Цегоб и Тљануб. Једно Ахвахско село названо Ахвах Дере налази се у округу Закатали у Азербејџану. Јужна села окружена су Аварским насељима, а сјеверна се граниче са аварским подручјима на истоку и југу, и Тиндијским подручјима на сјеверу.

## Становништво и антропологија
Као посебан народ, Ахвахци су пописани само на попису из 1926. године. Подаци из педесетих и шездесетих година преузети су из академских публикација и њихов број који је забељежен је приближна процена.
Антрополошки Ахвахци припадају кавкаском типу балканско-кавкаске расе. Одликује их релативно светла кожа, висок раст, широко лице и масивна лобања. Неке особине, међутим, су карактеристичне за каспијски тип и понекад се сматрају транзиционим типом између кавкаског и каспијског антрополошког типа.
| Година | Број становништва          |
| ------ | -------------------------- |
| 1926.  | 3 677 (100% матерњи језик) |
| 1958.  | 4 000 (Ј. Дешеријев)       |
| 1967.  | 5 000 (З. Магомедбекова)   |

Данас се сматра да их има око 6. 500 и да живе у Русији, на простору Дагестана и у Азербејџану у неколико села.

## Религија
Ахвахци су сви муслимани (сунити). Ислам као вјера је дошао на просторе овог народа у периоду од 8. - 9. вијека. Као и код других народа Дагестана противник исламу на овим просторима је било хришћанство које се од 9. вијека, ширило из праваца запада, тј. из Грузије. Као траг те борбе остало је неколико хришћанских споменика и археолошких налазишта на територијама Бежтинаца. Након војног похода Тимура из 14. вијека, Ислам је постао доминантана религија у планинском Дагестану до 17. вијека. Истовремено су остали и различити облици паганизма. Ови пагански обичаји, прилагођени исламској литургији и законима, имају и данас важно мјесто у друштву Ахвахаца.

## Историја
Народи овог региона, укључујући и Ахвахце, имају заједничку историју и процеси њиховог развоја су, у главном, одраз процеса развоја код Авара у смислу политичке етно-културне традиције. Аваре су први пут споменули као етничку групу древни писци који су познавали Аварију као Серира. У 8. вјеку стране силе су се заинтересовале за Аварију и овај интерес је наставио и данас. Први који су стигли били су Арапи, а следиле су монголско-татарске хорде у 12. и 13. вијеку. У периоду од 14. до 17. вијека Аваре су пљачкале и убијале војске и Турске и Персије. У 18. вијеку Руси су се заинтересовали за Аварију и до почетка 19. вијека су је освојили. Ахвахска територија је званично била уједињена са Русијом 1806. године, иако је стварна централизована власт способна да спроведе колонијалну политику стигла тек 1870. година.
У 17. вијеку Ахвахци су развили двије мале административне структуре, тзв. „слободне заједнице” Ратлу-Ахвах и Цунта-Ахвах. Међутим, развој заједница био је спречен непрестаним унутрашњим проблемима и ратовима. Историјски подаци говоре о ратовима које су водили Ахвахци против Багулала и Каратинаца. У тим борбама, чак је и војни савез закључен између Каратинаца и заједнице Гидал против Ахвахаца.

## Економија
Слично као и код Чамалала баве се узгојем стоке, а и бавили су се и у мањој мјери земљорадњом узгајајући нешто пшенице, зоби, кукуруза, дувана, кромпира и другог биља на наводњаваним терасастим пољима. Због великог броја планинских пашњака постојали су добри услови за одгој стоке. Ахвахци су највише гајили овце и у одређеној мјери и волове и коње, који су као радна стока били неопходни за живот у планинама. Дугорочна економска интеграција између народа довела је до активног трговања, погорову у период када је Дагестан ушао у састав Совјетског савеза.

## Култура
Традиционална одећа је дагестанског типа. Мушкарци су често бријали главу. Традиционална храна су хљеб, млијеко, месо, хинкал (ხინკალი), разне каше, супе и пите. Имали су властити календар и народну медицину. 
Радикалне промене у менталитету и свакодневном животу Ахвахаца појавиле су се тек након Другог свјетског рата, посебно 1960. и 1970. година, а посебно међу млађом генерацијом. Ово је изражено у различитим ставовима према обичајима и према њиховом поштовању и очувању. Од тада су млади све више и више усвајали совјетске обичаје и европску урбану одећу. Стари обичаји, када се спроводе не спроводе се из било које унутрашње присиле, већ из поштовања старије генерације. Традиција све више пада у заборав. 
Највећи проблем за Ахвахце је повезан са њиховим матерњим језиком. Као и код осталих мањих народа на подручју Дагестана, у школама се до првих пет година подучава на аварском језику, а од тада се прелази на образовање на руском језику. Примјетан је и пораст броја мјешовитих бракова од периода након 1970. годна.